# Duwstart

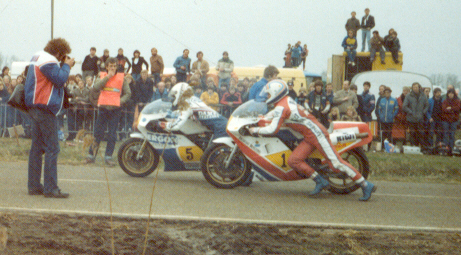
demonstratie van een duwstart door Jack Middelburg en Boet van Dulmen tijdens de wegraces in Heeswijk in 1982

Een duwstart is een ouderwetse manier van het starten bij motorraces, waarbij de motor eerst moest worden aangeduwd. 
Het nadeel van de duwstart was dat geblesseerde coureurs die wel konden rijden maar moeilijk konden lopen een extra handicap hadden bij de start. Een voordeel dat soms misbruikt werd, was het innen van startgeld ondanks een defecte motor. Men kon immers "acteren" dat pogingen werden gedaan de motor aan te duwen. 
Sinds 1987 bij GP’s vervangen door de koppelingsstart.